# Wojskowo-Geograficzny Opis Polski
Wojskowo-Geograficzny Opis Polski (Militärgeographische Beschreibung von Polen) – dokument przygotowany przez Sztab Generalny Wojsk Lądowych Wehrmachtu (Generalstab des Heeres), Wydział 9 w Berlinie. Datowany na 1 lipca 1939.
Jeden z ważniejszych dokumentów w planowaniu operacji wojskowej przeciwko Polsce w ramach realizacji Fall Weiss w 1939. Efekt pracy planistów i niemieckiego wywiadu i niemieckich wojsk rozpoznawczych. Dokument niejawny (tajny, geheim).
Obejmował w większości obszar niemieckiej strefy (zapisanej w tzw. pakcie Ribbentrop-Mołotow) później podbitej Polski.

## Struktura dokumentu
- I. Regiony Polski
  - 1. Przedpole Prus Wschodnich
  - 2. Rejon na zachód od dolnej Wisły („polski korytarz”)
  - 3. Ziemia poznańska
  - 4. Przedpole Śląska
  - 5. Rejon Polski Środkowej pomiędzy środkową Wisłą, Pilicą i Prosną
  - 6. Rejon Polski Środkowej pomiędzy górną Wisłą i Pilicą
  - 7. Galicja Zachodnia
  - 8. Galicja Wschodnia
  - 9. Obszar między Wisłą a Bugiem
- II. Sieć komunikacyjna
  - 1. Koleje
  - 2. Drogi
  - 3. Sieć łączności
- III. Wody
- IV. Gospodarka
- V. Ludność
- VI. Klimat, zaopatrzenie w wodę, służba zdrowia